# Терлица
Те́рлица (укр. Терлиця) — село в Уманском районе Черкасской области Украины.
Население по переписи 2001 года составляло 518 человек. Почтовый индекс — 19135. Телефонный код — 4746.

## Местный совет
19135, Черкасская обл., Монастырищенский р-н, с. Терлица, ул. Ленина, 2